# 白蛇
白蛇，多指身體發生白化現象的蛇類。白蛇一般分无毒和有毒两种类型，其鳞皮大多都是呈乳白色的，无花纹。

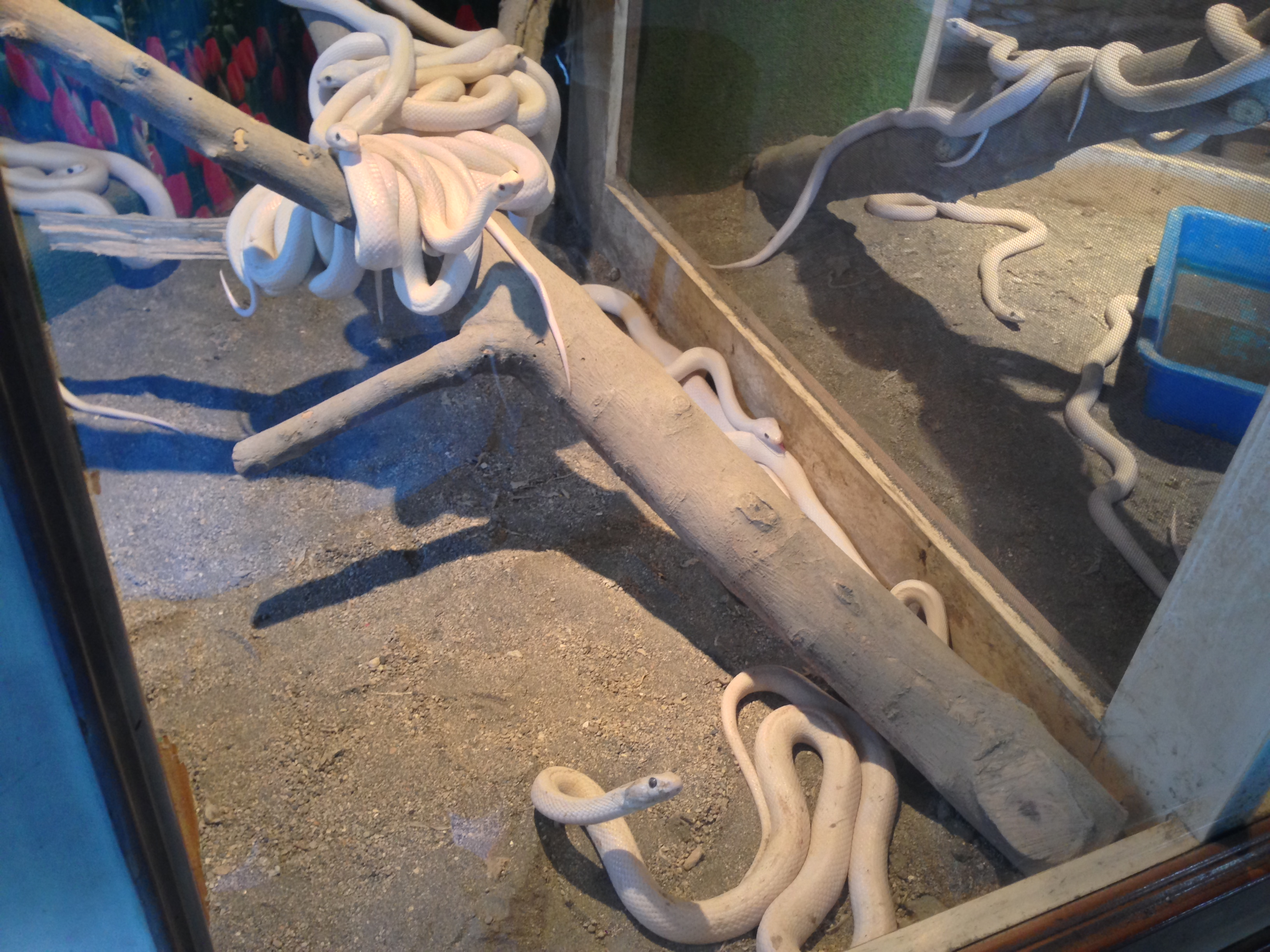
白蛇廟白蛇

## 剧毒白蛇
有毒的白蛇均属于变异种的眼镜蛇，其毒为剧毒。头形呈圆三角，蛇皮是纯白色与淡粉红色的相间，此蛇眼睛呈金色或紅色，舌头为赤红色，体形比较粗大，腹部是透明的，可以看到裡面的內臟。在阳光的照耀下此蛇通體發亮显得格外耀眼，兩隻金色的眼睛令人望而生畏，還不時吐出它那鮮紅而靈活的舌頭。剧毒白蛇与无毒白蛇的外表相似，頭部有点像菜花蛇头形的樣子，很容易被人認為是無毒蛇，但它并非无毒蛇，而是剧毒蛇。這種蛇為肉食性蛇，原本並不是什麼異類蛇，而是在孵化階段發生了變異。

## 无毒白蛇
无毒白蛇身躯比剧毒白蛇要显得细小些，头形比较圆滑；与翠青蛇一样是非常温顺的无毒蛇。

## 白蛇的生活习性
白蛇与其它蛇类一样多於有水塘或比较潮湿的丛林环境中生存，主要捕食青蛙、仓鼠及鸟类。牠們於晚間活动，如非受到人類的挑釁，牠們甚少會主動咬人。這種蛇在攝氏26度以下的氣溫情況很少咬人，然而當天氣處於攝氏26度以上時，這種蛇的咬人頻度就會急增，因為白蛇性情怕熱，在偏熱的天氣下脾氣較為暴躁。

## 白蛇崇拜
白蛇是一种比较稀有的蛇类动物，人们一般认为白蛇是一种具有灵性的动物，所以白蛇也称为「灵蛇」，被認為是神明或活佛的转世。日本人认为白蛇是一种白化现象的蛇，由於相當罕見，因此成為人们所崇拜及信仰的对象（如岩國白蛇）。
然而在中國，白蛇卻同時有妖物的形象，最著名例子是《白蛇傳》中的白素貞。傳說中，西漢開國君主劉邦，曾於芒碭山「斬白蛇起義」，白蛇相傳為白帝之子；另外，小說《封神演義》中有所謂「梅山七怪」，當中的蛇精常昊就是白蛇；《水滸傳》第一回中，太尉洪信於求見張天師時曾被一條大白蛇所嚇。在這些例子中，白蛇的形象均為妖邪之物。